# Портелли, Джемма
Дже́мма Порте́лли (англ. Gemma Portelli, мальт. Ġemma Portelli; 30 сентября 1932, Валлетта, — 22 февраля 2008, там же) — мальтийская театральная актриса
.
Портелли начала свою карьеру в 1957 году. Помимо работ в театре, она была известна своими выступлениями на радио и телевидении. В фильмах снималась крайне редко.
В 2000 году Джемма Портелли была удостоена Медали за заслуги перед Республикой Мальта.